# Uhlandstraße (stacja metra w Berlinie)
Uhlandstraße – stacja końcowa linii U1 metra w Berlinie, w dzielnicy Charlottenburg, w okręgu administracyjnym Charlottenburg-Wilmersdorf. Stacja została otwarta w 1913.